# Тейлор, Джермейн (футболист)
Джерме́йн Ома́р Те́йлор (англ. Jermaine Omar Taylor; родился 14 января 1985 года в приходе Портленд, Ямайка) — ямайский футболист, защитник клуба «Остин Боулд» и сборной Ямайки.

## Клубная карьера

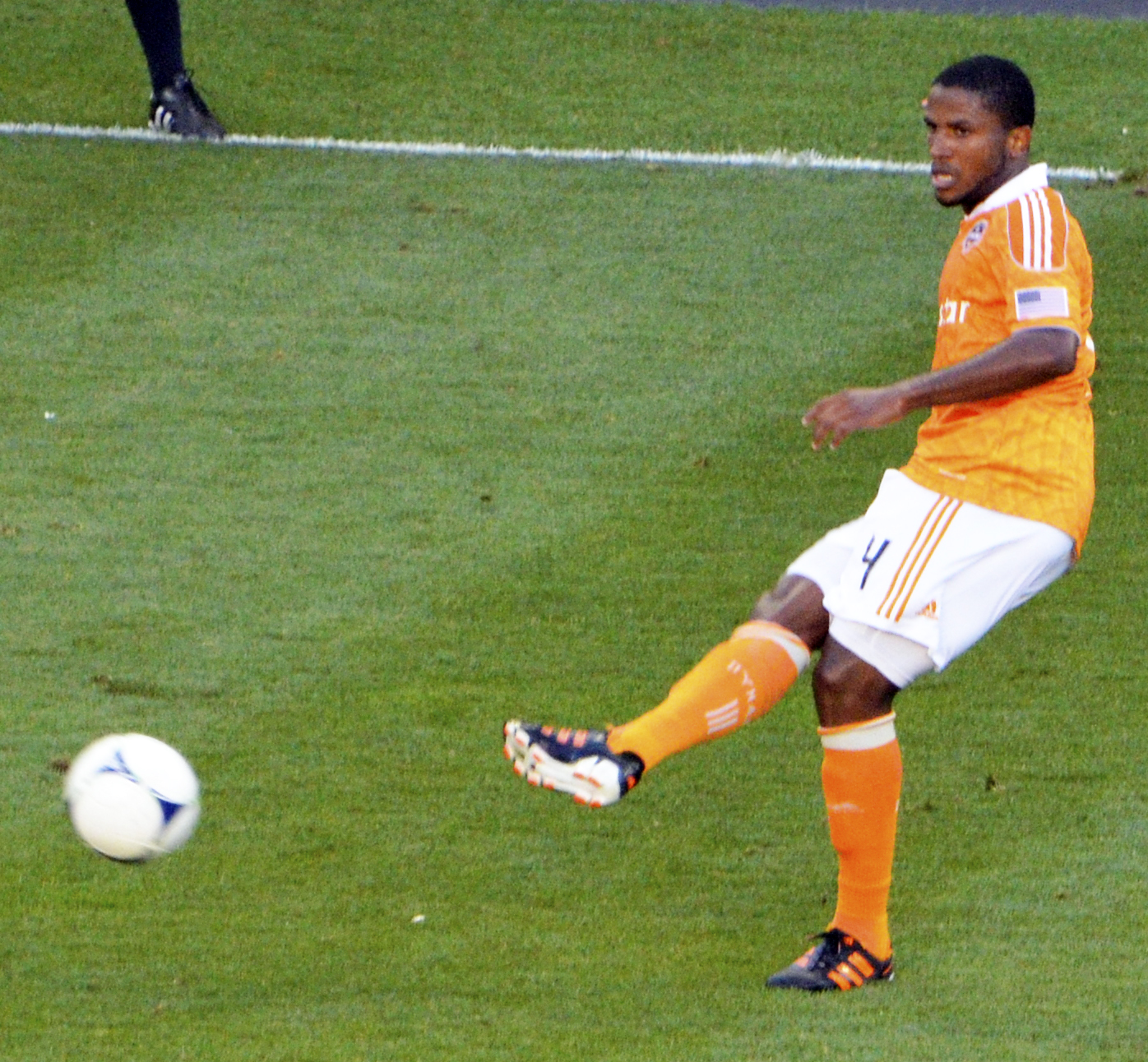
Тейлор в составе «Хьюстон Динамо»

Тейлор начал карьеру, выступая за ямайские клубы «Харбор-Вью» и «Сент-Джорджес». В составе «Харбор-Вью» в своём первом сезоне он выиграл Клубный чемпионат Карибского футбольного союза, а через три года стал чемпионом Ямайки.
16 февраля 2011 года Джермейн перешёл в американский «Хьюстон Динамо», после того, как скауты клуба заметили его выступление на Карибском кубке. 20 марта в матче против «Филадельфия Юнион» Тейлор дебютировал в MLS. В первом сезоне он помог команде выиграть первенство Восточной конференции. 4 августа 2012 года в поединке против «Нью-Йорк Ред Буллз» Тейлор забил свой первый гол в карьере.
В декабре 2015 года на Драфте возвращений Джермейн был выбран клубом «Портленд Тимберс», и официально подписан 22 января 2016 года. 6 марта в матче против «Коламбус Крю» он дебютировал за новую команду. По окончании сезона клуб не стал продлевать соглашение с игроком.
24 января 2017 года Тейлор был подписан клубом-новичком MLS «Миннесота Юнайтед». 3 марта 2017 года он вышел в стартовом составе в дебютном матче «Миннесоты Юнайтед» в MLS, в гостевой игре против «Портленд Тимберс». После завершения сезона клуб не продлил контракт с игроком.
23 января 2019 года Тейлор подписал однолетний контракт с клубом-новичком Чемпионшипа ЮСЛ «Остин Боулд». В первом матче в истории клуба — в поединке против «Лас-Вегас Лайтс», состоявшемся 9 марта 2019 года, он вышел в стартовом составе и отыграл все 90 минут.

## Международная карьера
В 2004 году Тейлор дебютировал за сборную Ямайки. В 2005 году он был включен в заявку сборной на участие в Золотом кубке КОНКАКАФ. На турнире он сыграл в матчах против команд Мексики, ЮАР и США.
В 2011 году Джермейн во второй раз поехал с командой на Золотой кубок КОНКАКАФ. На турнире он принял участие в матчах против команд Гренады, Гватемалы, Гондураса и США.
В 2005, 2010 и 2014 годах Тейлор становился обладателем Карибского кубка в составе национальной команды.
Летом 2015 года Джермейн попал в заявку сборной на участие в Кубке Америки в Чили. На турнире он сыграл в матче против Аргентины.
В том же году Джермейн принял участие в Золотом кубке КОНКАКАФ. На турнире он сыграл в матчах против команд Канады, Сальвадора и Коста-Рики.
Летом 2016 года Тейлор принял участие в Кубке Америки в США. На турнире он сыграл в матчах против сборных Мексики, Венесуэлы и Уругвая.
В 2017 году Тейлор во второй раз подряд стал серебряным призёром Золотого кубка КОНКАКАФ. На турнире он сыграл в матчах против команд Кюрасао, Сальвадора, Канады, США и дважды Мексики.

## Достижения
Командные
 «Харбор-Вью»
- Чемпионат Ямайки — 2007
- Клубный чемпионат Карибского футбольного союза — 2004

Международные
 Ямайка
- Карибский кубок — 2005
- Карибский кубок — 2010
- Карибский кубок — 2014
- Золотой кубок КОНКАКАФ — 2015
- Золотой кубок КОНКАКАФ — 2017